# 't Melkhuisje
 't Melkhuisje is een Hilversums tennispark dat bekend werd door het internationale Dutch Open-toernooi dat er van 1957 tot 1994 plaatsvond.

## De tennisclub

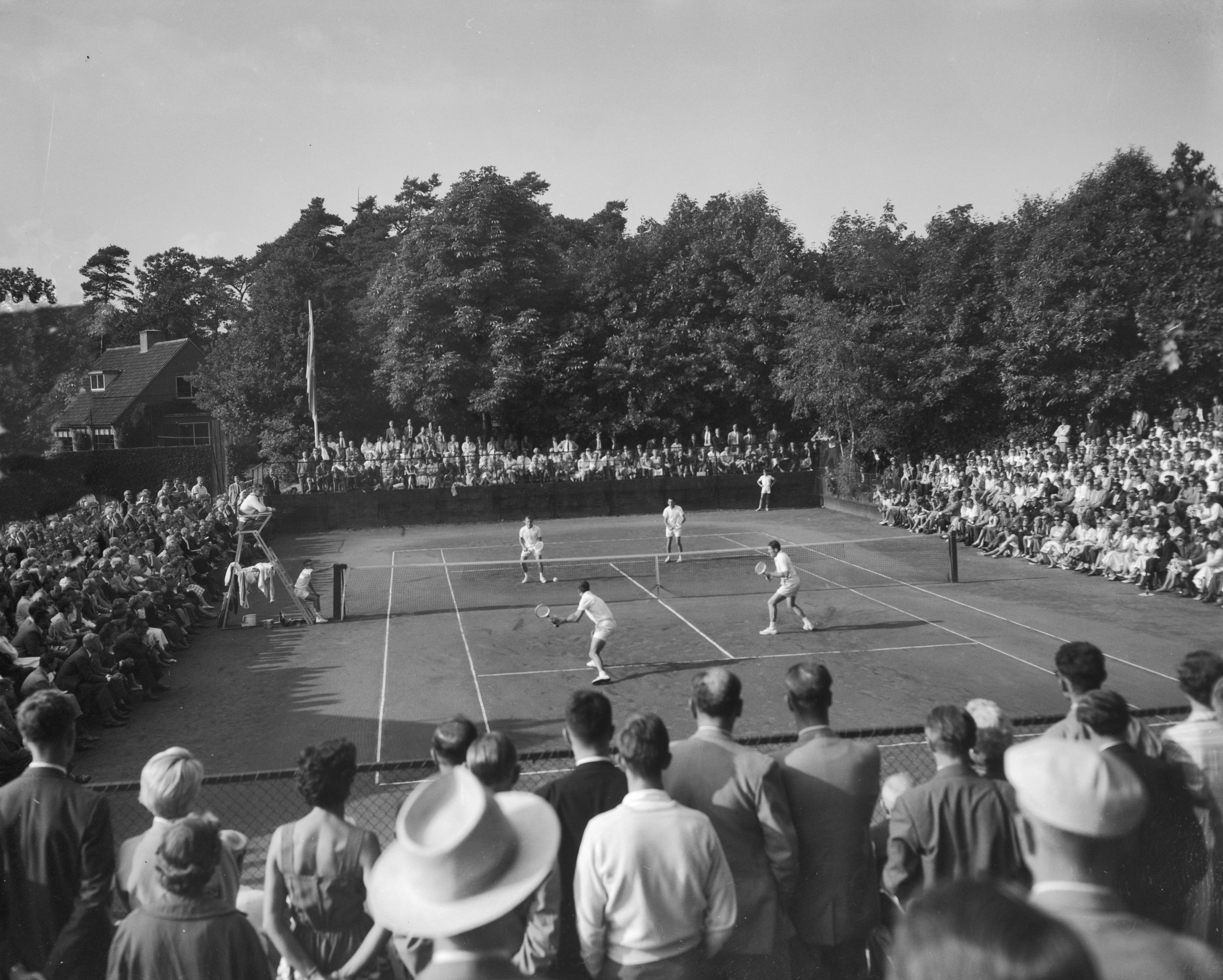
't Melkhuisje in 1959

Op 't Melkhuisje speelt de Hilversumsche Lawn Tennis Club, HLTC. De HLTC bestaat sinds 1 maart 1895 en ontstond in het huis van Christiaan van Lennep aan de 's-Gravelandseweg. Aanvankelijk werden de twee banen van uitspanning 't Melkhuisje gehuurd, maar gauw werden beide banen gekocht. Ze waren van asfalt, omdat gras slecht gedijt op de Hilversumse zandgrond.
De club kon in 1945 haar 50-jarig jubileum niet vieren omdat de oorlog nog niet voorbij was. Des te meer werd er feest gevierd toen de club in 1955 haar zestigjarig bestaan vierde. Er werden zes buitenlandse spelers uitgenodigd om aan het jaarlijkse A-toernooi mee te doen. Twee Duitsers wonnen. Het jaar daarop werden er weer een paar buitenlanders uitgenodigd, waarna besloten werd een echt internationaal toernooi op te zetten.
Ter ere van het honderdjarig bestaan gaf de club het boekje: 't Melkhuisje, 100 jaar tennishistorie uit.

## Internationaal toernooi
De naam van 't Melkhuisje is vooral bekend geworden sinds 1957, toen er een jaarlijks internationaal tennistoernooi werd opgezet. In 1959 deden al twaalf andere nationaliteiten mee. Het Dutch Open is op 't Melkhuisje gespeeld van 1957 t/m 1994. In het begin kwam men vooral voor de gezelligheid – spelers werden ondergebracht bij gastgezinnen, en de toernooicommissie stelde vaak de dubbels samen. In 1962 kreeg 't Melkhuisje van de Koninklijke Lawn Tennis Bond het predicaat: de Internationale Tenniskampioenschappen van Nederland.
Naarmate de jaren verstreken, moest er steeds meer geld voor de spelers op tafel komen – in 1967 ging het toernooi wegens geldgebrek niet door.
In 1970 bezochten prinses Beatrix en prins Claus het toernooi. De prinses reikte de prijzen uit, onder andere aan Tom Okker, die het toernooi ook al in 1969 won. Na 1973 werden de dameswedstrijden afgeschaft en na 1974 ook het gemengd dubbelspel. De dameswedstrijden keerden in 1985 en 1986 tweemaal terug. In 1995 werd het toernooi naar Amsterdam verhuisd, als gevolg van ruimtegebrek op 't Melkhuisje, dat in de villawijk Trompenberg ligt, waar geen uitbreiding meer mogelijk is.

### Winnaars herenenkelspel
| jaar | winnaar             | finalist               | score                      |
| ---- | ------------------- | ---------------------- | -------------------------- |
| 1955 | Dr. K. Rohde        |                        |                            |
| 1956 | Henk Goris          |                        |                            |
| 1957 | Ladislav Legenstein | Fred Dehnert           | 6-1, 6-1                   |
| 1958 | Vladimir Petrović   | Piet van Eijsden       | 6-4, 6-4                   |
| 1959 | Jacky Brichant      | Ladislav Legenstein    | 6-2, 2-6, 6-2              |
| 1960 | Mike Davies         | Vladimir Petrović      | 6-2, 4-6, 6-2              |
| 1961 | Ramanathan Krishnan | Martin Mulligan        | 6-2, 6-3                   |
| 1962 | Rod Laver           | Ramanathan Krishnan    | 4-6, 6-3, 6-3, 7-5         |
| 1963 | Cliff Drysdale      | Roy Emerson            | 6-3, 6-4, 6-2              |
| 1964 | Cliff Drysdale      | Tomaz Koch             | 7-5, 4-6, 6-2, 7-5         |
| 1965 | John Newcombe       | Tom Okker              | 6-2, 3-6, 6-1, 6-3         |
| 1966 | Tom Okker           | Bob Hewitt             | 6-3, 6-3, 2-6, 6-3         |
| 1967 | Geen toernooi       | Geen toernooi          | Geen toernooi              |
| 1968 | Robert Maud         | István Gulyás          | 7-9, 7-5, 6-0, 1-6, 13-11  |
| 1969 | Tom Okker           | Roger Taylor           | 10-8, 7-9, 6-4, 6-4        |
| 1970 | Tom Okker           | Roger Taylor           | 4-6, 6-0, 6-1, 6-3         |
| 1971 | Gerald Battrick     | Ross Case              | 6-3, 6-4, 9-7              |
| 1972 | John Cooper         | Hans Kary              | 6-1, 3-6, 12-10, 3-6, 6-2  |
| 1973 | Tom Okker           | Andrés Gimeno          | 2-6, 6-4, 6-4, 6-7, 6-3    |
| 1974 | Guillermo Vilas     | Barry Phillips-Moore   | 6-4, 6-2, 1-6, 6-3         |
| 1975 | Guillermo Vilas     | Željko Franulović      | 6-4, 6-7, 6-2, 6-3         |
| 1976 | Balázs Taróczy      | Ricardo Cano           | 6-4, 6-0, 6-1              |
| 1977 | Patrick Proisy      | Lito Álvarez           | 6-0, 6-2, 6-0              |
| 1978 | Balázs Taróczy      | Tom Okker              | 2-6, 6-1, 6-2, 6-4         |
| 1979 | Balázs Taróczy      | Tomáš Šmíd             | 6-2, 6-2, 6-1              |
| 1980 | Balázs Taróczy      | Haroon Ismail          | 6-3, 6-2, 6-1              |
| 1981 | Balázs Taróczy      | Heinz Günthardt        | 6-3, 6-7, 6-4              |
| 1982 | Balázs Taróczy      | Buster Mottram         | 7-6, 6-7, 6-3, 7-6         |
| 1983 | Tomáš Šmíd          | Balázs Taróczy         | 6-4, 6-4                   |
| 1984 | Anders Järryd       | Tomáš Šmíd             | 6-3, 6-3, 2-6, 6-2         |
| 1985 | Ricki Osterthun     | Kent Carlsson          | 4-6, 4-6, 6-2, 6-4, 6-3    |
| 1986 | Thomas Muster       | Jakob Hlasek           | 6-1, 6-3, 6-3              |
| 1987 | Miloslav Mečíř      | Guillermo Pérez Roldán | 6-4, 1-6, 6-3, 6-2         |
| 1988 | Emilio Sánchez      | Guillermo Pérez Roldán | 6-3, 6-1, 3-6, 6-3         |
| 1989 | Karel Nováček       | Emilio Sánchez         | 6-2, 6-4                   |
| 1990 | Francisco Clavet    | Eduardo Masso          | 3-6, 6-4, 6-2, 6-0         |
| 1991 | Magnus Gustafsson   | Jordi Arrese           | 5-7, 7-6(2), 2-6, 6-1, 6-0 |
| 1992 | Karel Nováček       | Jordi Arrese           | 6-2, 6-3, 2-6, 7-5         |
| 1993 | Carlos Costa        | Magnus Gustafsson      | 6-1, 6-2, 6-3              |
| 1994 | Karel Nováček       | Richard Fromberg       | 7-5, 6-4, 7-6(7)           |

- Jacques Brichant was in 1959 ook Davis Cup-speler. Zijn beide teamgenoten Jean Pierre Froment en Robert Bruloot speelden ook op 't Melkhuisje.

### Winnaressen damesenkelspel
| jaar      | winnares              | verliezend finaliste | score          |
| --------- | --------------------- | -------------------- | -------------- |
| 1955      | Jenneke Mullemeister  |                      |                |
| 1956      | Béatrice de Chambure  | Zus Peters           | 6-2, 3-6, 7-5  |
| 1957      | Béatrice de Chambure  | Regina Topel         | 6-3, 4-6, 7-5  |
| 1958      | Jetty Wienese         | Zus Peters           | 6-4, 6-2       |
| 1959      | Norma Marsh           | Zus Peters           | 6-4 6-1        |
| 1960      | Bernice Carr-Vukovich | Renée Schuurman      | 6-0, 6-1       |
| 1961      | Jan Lehane            | Christiane Mercelis  | 6-4, 6-0       |
| 1962      | Maria Bueno           | Sandra Price         | 6-1, 4-6, 6-2  |
| 1963      | Lesley Turner         | Renée Schuurman      | 6-2, 6-1       |
| 1964      | Margaret Smith        | Maria Bueno          | 6-0, 1-6, 6-3  |
| 1965      | Françoise Dürr        | Edda Buding          | 9-11, 7-5, 6-4 |
| 1966      | Annette van Zyl       | Trudy Groenman       | 6-1, 6-1       |
| 1967      | Geen toernooi         | Geen toernooi        | Geen toernooi  |
| 1968      | Margaret Smith-Court  | Judy Tegart          | 8-6, 6-0       |
| 1969      | Kerry Melville        | Karen Krantzcke      | 6-2, 3-6, 6-3  |
| 1970      | Margaret Smith-Court  | Kerry Melville       | 6-1, 6-1       |
| 1971      | Evonne Goolagong      | Christina Sandberg   | 8-6, 6-3       |
| 1972      | Betty Stöve           | Marijke Schaar       | 7-5, 6-3       |
| 1973      | Betty Stöve           | Helga Masthoff       | 7-5 6-2        |
| 1974–1984 | Geen toernooi         | Geen toernooi        | Geen toernooi  |
| 1985      | Katerina Maleeva      | Carina Karlsson      | 6-3 6-2        |
| 1986      | Helena Suková         | Catherine Tanvier    | 6-2 7-5        |

### Winnaars herendubbelspel
| jaar | winnaar                              | land                                 | verliezend finalist                  | land                                 |
| ---- | ------------------------------------ | ------------------------------------ | ------------------------------------ | ------------------------------------ |
| 1956 | Henk Goris & S. Krijt                | Nederland / Nederland                |                                      |                                      |
| 1957 | Alfred Dehnert & Woolf               | Duitsland / Verenigd Koninkrijk      |                                      |                                      |
| 1958 | Lasly Legenstein & V. Petrović       | beiden stateloos                     | Karl Baco & Piet van Eijsden         | stateloos / Nederland                |
| 1959 | A. Bey & N. Nette                    | Rhodesië / Rhodesië                  | Karl Baco en Ladislav Legenstein     | beiden stateloos                     |
| 1960 | Finale verregend                     | Finale verregend                     | Finale verregend                     | Finale verregend                     |
| 1961 | Ken Fletcher & John Newcombe         | Australië / Australië                |                                      |                                      |
| 1962 | Bob Howe & Ramanathan Krishnan       | Australië / India                    |                                      |                                      |
| 1963 | Roy Emerson & Bob Howe               | Australië / Australië                |                                      |                                      |
| 1964 | Bob Hewitt & Brian Tobin             | Australië / Australië                |                                      |                                      |
| 1965 | Ingo Buding & Christian Kuhnke       | Duitsland / Duitsland                |                                      |                                      |
| 1966 | Premjit Lall & Robert Maud           | India / Zuid-Afrika                  |                                      |                                      |
| 1967 | Geen toernooi                        | Geen toernooi                        | Geen toernooi                        | Geen toernooi                        |
| 1968 | Jan Kodeš & Jan Kukal                | Tsjechië / Tsjechië                  |                                      |                                      |
| 1969 | Tom Okker & Roger Taylor             | Nederland / Verenigd Koninkrijk      |                                      |                                      |
| 1970 | Bill Bowrey & Owen Davidson          | Australië / Australië                |                                      |                                      |
| 1971 | Jean-Claude Barclay & Daniel Contet  | Frankrijk / Frankrijk                |                                      |                                      |
| 1972 | Geoff Masters & Ross Case            | Australië / Australië                |                                      |                                      |
| 1973 | Iván Molina & Allan Stone            | Colombia / Australië                 | Andrés Gimeno & Antonio Muñoz        | Spanje / Spanje                      |
| 1974 | Tito Vasquez & Guillermo Vilas       | Argentinië / Argentinië              |                                      |                                      |
| 1975 | Guillermo Vilas & Wojtek Fibak       | Argentinië / Polen                   | Zeljko Franulovic & John Lloyd       | Joegoslavië / Verenigd Koninkrijk    |
| 1976 | Ricardo Cano & Belus Prajoux         | Argentinië / Chili                   |                                      |                                      |
| 1977 | Antonio Muñoz & José Higueras        | Spanje / Spanje                      |                                      |                                      |
| 1978 | Tom Okker & Balázs Taróczy           | Nederland / Hongarije                |                                      |                                      |
| 1979 | Tom Okker & Balázs Taróczy           | Nederland / Hongarije                |                                      |                                      |
| 1980 | Heinz Günthardt & Balázs Taróczy     | Zwitserland / Hongarije              |                                      |                                      |
| 1981 | Heinz Günthardt & Balázs Taróczy     | Zwitserland / Hongarije              | Raymond Moore & Andrew Pattison      | Zuid-Afrika / Zuid-Afrika            |
| 1982 | Jan Kodeš & Tomáš Šmíd               | Tsjechië / Tsjechië                  | Heinz Günthardt & Balázs Taróczy     | Zwitserland / Hongarije              |
| 1983 | Heinz Günthardt & Balázs Taróczy     | Zwitserland / Hongarije              | Jan Kodeš & Tomáš Šmíd               | Tsjechië / Tsjechië                  |
| 1984 | Anders Järryd & Tomáš Šmíd           | Zweden / Tsjechië                    | Broderick Dyke & Michael Fancutt     | Australië / Australië                |
| 1985 | Hans & Stefan Simonsson              | Zweden / Zweden                      | Carl Limberger & Mark Woodforde      | Australië / Australië                |
| 1986 | Tomáš Šmíd & Miloslav Mečíř          | Tsjechië / Tsjechië                  | Tom Nijssen & Johan Vekemans         | Nederland / Nederland                |
| 1987 | Wojtek Fibak & Miloslav Mečíř        | Polen / Tsjechië                     |                                      |                                      |
| 1988 | Sergio Casal & Emilio Sánchez        | Spanje / Spanje                      |                                      |                                      |
| 1989 | Finale gestaakt in verband met regen | Finale gestaakt in verband met regen | Finale gestaakt in verband met regen | Finale gestaakt in verband met regen |
| 1990 | Sergio Casal & Emilio Sánchez        | Spanje / Spanje                      |                                      |                                      |
| 1991 | Richard Krajicek & Jan Siemerink     | Nederland / Nederland                |                                      |                                      |
| 1992 | Paul Haarhuis & Mark Koevermans      | Nederland / Nederland                |                                      |                                      |
| 1993 | Jacco Eltingh & Paul Haarhuis        | Nederland / Nederland                |                                      |                                      |
| 1994 | Daniel Orsanic & Jan Siemerink       | Slowakije / Nederland                | David Adams & Andrej Olchovski       | Zuid-Afrika / Rusland                |

- Karl Baco nam later de Duitse nationaliteit aan.

### Winnaressen damesdubbelspel
| jaar      | winnaressen                                           | verliezend finalistes                   | score         |
| --------- | ----------------------------------------------------- | --------------------------------------- | ------------- |
| 1956      | Berna Thung & Zus Peters                              |                                         |               |
| 1957      | Béatrice de Chambure & B. Scholten                    |                                         |               |
| 1958      | Berna Thung & Zus Peters                              | Jetty Wienese & Corrie Wilmink          |               |
| 1959      | Zus Peters & Berna Thung vs Norma Marsh & Dawn Thomas | finale verregend                        |               |
| 1960      | Margaret Hunt & Lynette Hutchings                     | Renée Schuurman & Bernice Carr-Vukovich | 4-6, 6-4, 7-5 |
| 1961      | Mimi Arnold & Christiane Mercelis                     | Robyn Ebbern & Jan Lehane               | 9-7, 6-1      |
| 1962      | Eva de Jong-Duldig & Judy Tegart                      | Marlene Gerson & Sandra Price           | 6-3, 6-3      |
| 1963      | Renée Schuurman & Lesley Turner                       |                                         |               |
| 1964      | Margaret Smith & Lesley Turner                        |                                         |               |
| 1965      | Françoise Dürr & Jeanine Lieffrig                     |                                         |               |
| 1966      | Annette van Zyl & Elly Krocké                         | Gail Sherriff & Betty Stöve             | 6-3, 2-6, 6-1 |
| 1967      | Geen toernooi                                         | Geen toernooi                           | Geen toernooi |
| 1968      | Annette du Plooy & Patricia Walkden                   | Astrid Suurbeek & Judy Tegart           | 6-2, 3-6, 6-3 |
| 1969      | Kerry Melville & Karen Krantzcke                      | Helen Gourlay & Patricia Walkden        | 1-6, 6-4, 6-3 |
| 1970      | Kerry Melville & Karen Krantzcke                      | Margaret Court & Helga Niessen          | 3-6, 9-7, 7-5 |
| 1971      | Christina Sandberg & Betty Stöve                      | Katja Ebbinghaus & Trudy Walhof         | 6-1, 6-2      |
| 1972      | Betty Stöve & Michèle Gurdal                          | Lany Kaligis & Lita Liem                | 6-4, 6-0      |
| 1973      | Betty Stöve & Helga Masthoff                          | Brigitte Cuypers & Trudy Walhof         | 6-2 7-6       |
| 1974–1984 | Geen toernooi                                         | Geen toernooi                           | Geen toernooi |
| 1985      | Marcella Mesker & Catherine Tanvier                   | Sandra Cecchini & Sabrina Goleš         | 6-2, 6-2      |
| 1986      | Kathy Jordan & Helena Suková                          | Tine Scheuer-Larsen & Catherine Tanvier | 7-5, 6-1      |

### Winnaars gemengd dubbelspel
| jaar | winnaars                             | land                                 | verliezend finalisten                | land                                 |
| ---- | ------------------------------------ | ------------------------------------ | ------------------------------------ | ------------------------------------ |
| 1956 | Berna Thung & Piet van Eijsden       | Nederland / Nederland                |                                      |                                      |
| 1957 | Trui Blaisse & Ladislav Legenstein   | Nederland / stateloos                |                                      |                                      |
| 1958 | Trui Blaisse & Ladislav Legenstein   | Nederland / stateloos                |                                      |                                      |
| 1959 | Afgelast in verband met de regen     | Afgelast in verband met de regen     | Afgelast in verband met de regen     | Afgelast in verband met de regen     |
| 1960 | In de loop van het toernooi afgelast | In de loop van het toernooi afgelast | In de loop van het toernooi afgelast | In de loop van het toernooi afgelast |
| 1961 | Jan Lehane & Bob Howe                | Australië / Australië                |                                      |                                      |
| 1962 | Judy Tegart & Ed Rubinoff            | Australië / Verenigde Staten         |                                      |                                      |
| 1963 | Lesley Turner & Bob Howe             | Australië / Australië                |                                      |                                      |
| 1964 | Margaret Smith & Brian Tobin         | Australië / Australië                |                                      |                                      |
| 1965 | Annette van Zyl & Frew McMillan      | Zuid-Afrika / Zuid-Afrika            |                                      |                                      |
| 1966 | Annette van Zyl & Frew McMillan      | Zuid-Afrika / Zuid-Afrika            |                                      |                                      |
| 1967 | Geen toernooi                        | Geen toernooi                        | Geen toernooi                        | Geen toernooi                        |
| 1968 | Annette du Plooy & Robert Maud       | Zuid-Afrika / Zuid-Afrika            | Margaret Court & Tom Okker           | Australië / Nederland                |
| 1969 | Verregend                            | Verregend                            | Verregend                            | Verregend                            |
| 1970 | Winnie Shaw & Owen Davidson          | Verenigd Koninkrijk / Australië      |                                      |                                      |
| 1971 | Betty Stöve & Jean-Claude Barclay    | Nederland / Frankrijk                |                                      |                                      |
| 1972 | Betty Stöve & Bob Howe               | Nederland / Australië                | Wendy Turnbull & Colin Dibley        | beiden Australië                     |
| 1973 | Tine Zwaan & Geoff Masters           | Nederland / Australië                |                                      |                                      |
| 1974 | Tine Zwaan & Jean-Claude Barclay     | Nederland / Frankrijk                |                                      |                                      |

## Beroemde leden van HLTC
- Rolf en Berna Thung.
- Piet van Eijsden